# 色度计
比色计是在比色法中使用的设备。在科学领域中，该词通常指的是通过特定溶液测量特定波长的光的吸光度的装置。 该装置通常用于通过应用比尔 - 朗伯定律来确定给定溶液中已知溶质的浓度 ，该定律表明溶质的浓度与吸光度成比例。 

## 构造
比色计的主要部分是： 
- 光源 （通常是普通的低压白炽灯）；
- 可调光圈 ;
- 一套彩色滤光片 ;
- 装有工作溶液的试管 ；

（1）波长选择，（2）打印机按钮，（3）浓度系数调节，（4）UV模式选择器（氘灯），（5）读数，（6）样品室，（7）调零（100％T ），（8）灵敏度开关，（9）ON / OFF开关

- 用于检测透射光的检测器（通常是光敏电阻 ）；
- 仪表以显示检测器的输出。

此外，可能还有： 
- 稳压器 ，保护仪器免受电源电压的波动影响;
- 第二套光路，比色杯和检测器。这样可以在工作溶液和由纯溶剂组成的“空白”之间进行比较，以提高准确性。

商业化的色度计有很多种，亦有带有用于教育和研究的结构文档的开源版本。 

### 筛选器
在比色计中使用可变光学滤镜选择溶质吸收最多的波长，以最大程度地提高准确性。 通常的波长范围是 400nm 至 700nm。 如果必须在紫外线范围内操作，则需要对色度计进行一些修改。在现代色度计中，白炽灯和滤光片可以用几种不同颜色的发光二极管代替。

### 比色杯
在手动比色计中，手动插入和移除比色皿。 自动比色计（在自动分析仪中使用 ）配有流通池 ，溶液可连续流过流通池 。 

## 输出结果
比色计的输出结果可以通过模拟或数字仪表显示，并且可以显示为透射比 （线性标度为 0~100％）或吸光度（对数标度为 0~+∞）。 吸光度标度的有效范围是 0~2，但是希望保持在 0~1 范围内。因为高于 1 时，由于光的散射，结果变得不可靠。 
另外，可以将输出结果发送到图表记录器、 数据记录器或计算机 。